# Zhao Xijin
Dans ce nom, le nom de famille, Zhao, précède le nom personnel.
Zhao Xijin (chinois simplifié : 赵喜进 ; chinois traditionnel : 趙喜進 ; pinyin : Zhào Xǐjìn) est un paléontologue chinois né le 8 avril 1935 et mort le 21 juillet 2012. 

## Liste des dinosaures nommés
Outre la famille Mamenchisauridae qu'il a nommée avec Young Chung Chien en 1972, Zhao Xijin est l’auteur des genres suivants :
- Chaoyangsaurus (1983)
- Chinshakiangosaurus (1986)
- Dachongosaurus (1986)
- Damalasaurus (1986)
- Klamelisaurus (1993)
- Kunmingosaurus (1986)
- Lancangjiangosaurus (en) (1986)
- Megacervixosaurus (en) (1983)
- Microdontosaurus (en) (1983)
- Monkonosaurus (1990)
- Monolophosaurus (avec P. Currie, 1994)
- Ngexisaurus (en) (1983)
- Sangonghesaurus (en) (1983)
- Sinraptor (avec P. Currie, 1993)
- Oshanosaurus (en) (1986)
- Xuanhuasaurus (1986)